# KLM Hoofdkantoor
KLM Hoofdkantoor is het hoofdkantoor van de grootste Nederlandse luchtvaartmaatschappij KLM. Het gebouw ligt in Amstelveen langs de A9, aan de rand van het Amsterdamse Bos, en is ontworpen door Rein Fledderus. Het gebouw werd in gebruik genomen op 22 maart 1971 en huisde in het begin zo'n duizend medewerkers. Het gebouw ziet er van bovenaf uit als een vliegtuig, waarbij de drie gangen respectievelijk de romp en de twee vleugels voorstellen.
In 1989 is het gebouw gerenoveerd en is er een extra verdieping op geplaatst.
KLM maakte op 24 juli 2019 bekend om het pand in 2024 te gaan verlaten. Het pand is dan aan zware renovatie toe en dat is financieel niet interessant. KLM was voornemens te verhuizen naar een nieuw hoofdkantoor op Schiphol-Oost in de gemeente Haarlemmermeer. Het nieuwe complex zal gebouwd worden naast het huidige Operations Control Center van KLM en tegenover het hoofdkantoor van Transavia. Alle overige kantoren op Schiphol-Oost en Schiphol-Rijk moeten worden ondergebracht in een nieuw te bouwen complex dat uiteindelijk circa 35.000 vierkante meter kantoorvloer zal tellen.
Door de financiële omstandigheden in het bedrijf vanwege de coronapandemie werd de nieuwbouw in 2021 uitgesteld. Aanvankelijk was het streven dat de verhuizing in 2027 zou plaatsvinden. In een bezuingingsronde werd de nieuwbouw in juli 2024 opnieuw uitgesteld, voor onbepaalde tijd.

## Voormalig hoofdkantoren
Het eerste hoofdkantoor van de KLM was gevestigd op de eerste verdieping van Herengracht 13 in Den Haag, boven Theater Heerengracht. Het kantoor opende op 1 november 1919 en werd tot 1925 gebruikt.
In 1947 ontwierp en bouwde Dirk Roosenburg (1887-1962) op verzoek van zijn jeugdvriend Albert Plesman in Den Haag een hoofdkantoor voor de KLM. In 1969 werd dit in gebruik genomen als Ministerie van Verkeer en Waterstaat. Dit duurde tot 2017, waarna het een woongebouw werd. In september 2024 werd bekend dat in het gebouw ook een hotel met 100 kamers wordt gevestigd: de Plesman, naar de oprichter van de luchtvaartmaatschappij.